# Кашина Ђузепана (Бергамо)
Кашина Ђузепана је насеље у Италији у округу Бергамо, региону Ломбардија.
Према процени из 2011. у насељу је живело 59 становника. Насеље се налази на надморској висини од 140 м.